# Fonadhoo
Fonadhoo ist eine Insel des Haddhunmathi-Atolls im Inselstaat Malediven in der Lakkadivensee (Indischer Ozean). Sie ist Hauptinsel des Verwaltungsatolls Laamu, welches das gesamte Haddhunmathi-Atoll umfasst. 2014 hatte die Insel 2101 Bewohner.

## Geographie
Die längliche Insel liegt im Südosten des Atolls, ist etwa 4000 m lang und bis zu 480 m breit. Sie ist im Norden über einen Fahrdamm mit der kleinen Insel Kadhdhoo verbunden, auf der sich der Hauptflughafen (Kadhdhoo Airport) des Haddhunmathi-Atolls befindet.